# Aarhus Onsdag
Aarhus Onsdag er Danmarks største lokale ugeavis med hovedkvarter i Aarhus. Avisen udkommer i 167.318 eksemplarer  og husstandsomdeles i Aarhus Kommune samt opland.
Aarhus Onsdag udgives af Jyllands-Postens Lokalaviser, der bl.a. også udgiver Lokalavisen Aarhus. Udgivelsen begyndte i 1989.